# أورس سوتر
أورس سوتر هو لاعب كرة قدم سويسري في مركز حراسة المرمى، ولد في 4 مارس 1959 في زيورخ في سويسرا. لعب مع نادي بازل ونادي زيورخ ونادي غراسهوبر زيوريخ.

## وصلات خارجية
- أورس سوتر على موقع عالم كرة القدم.نت (الإنجليزية)